# Ракін (струмок)
Ракін, Рачин — струмок в Україні у Бучанському районі Київської області. Права притока річки Здвиж (басейн Дніпра).

## Опис
Довжина струмка приблизно 4,61 км, найкоротша відстань між витоком і гирлом — 4,57 км, коефіцієнт звивистості річки — 1,01. Формується декількома безіменними струмками та загатою.

## Розташування
Бере початок на північно-західній стороні від села Мар'янівка. Тече переважно на північний захід через урочище Гайдамаки лісом і на північно-західній околиці села Гавронщина впадає у річку Здвиж, праву притоку річки Тетерева.

## Цікаві факти
- Біля витоку струмка на північно-західній стороні на відстані приблизно 1 км розташований Гольф-клуб[3].